# Chawar Szahr
Chawar Szahr (pers. خاورشهر) – miejscowość w północnym Iranie, w ostanie Teheran. W 2006 roku miejscowość liczyła 16 181 mieszkańców w 4342 rodzinach.